# Maison Jamaer
La maison Jamaer è una residenza privata, costruita da Pierre Victor Jamaer nel 1874, situata al numero 62 della rue de Stalingrad a Bruxelles.

## Storia
Nel 1874, dopo la nascita del suo terzo figlio, il noto architetto belga Pierre Victor Jamaer, conosciuto per aver costruito la Maison du Roi sulla Grand-Place, decise di acquistare un terreno per costruire la sua residenza privata. La scelta cadde su una parcella situata di fronte al Palais du Midi sulla nuova arteria, costruita nel 1869, in un quartiere in piena trasformazione. 
Nel 1890 Jamaer vende la proprietà a un commerciante francese, Eugène Lefebvre (1861-1930). Il signor Lefebvre utilizzerà l'immobile in modo discontinuo e l'edificio sarà poi affittato, con alcune modifiche, fino alla sua vendita nel 1957 a un altro francese, il signor René Delay. La casa non riceverà le cure necessarie fino all'ultimo acquisto avvenuto nel 2012 da parte del signor Alain Blond che ne curerà il restauro.

## Descrizione
L'edificio venne realizzato in stile neorinascimentale fiammingo, uno stile architettonico belga che fonde elementi neorinascimentali con elementi architettonici medioevali.
La facciata ha una larghezza di 7.50 m e un'altezza di 22.50 m, ed è ricoperta di mattoni e di "pierre bleue", la pietra calcarea più utilizzata in Belgio. Il primo e il secondo piano sono ingentiliti da un decoro in rovere naturale. La ghimberga con il suo balcone è forse la parte più originale e decorativa della facciata.
L'interno, estremamente originale, è arricchito da numerosi elementi architettonici di pregio fra cui una scala in ferro battuto, un salone in stile LuigiXVI e una sala da pranzo dotata di un camino riccamente ornato.